# 아제르바이잔의 경제
아제르바이잔의 경제는 아제르바이잔이 주요 역할을 했던 곳으로부터(바쿠-트빌리시-제이한 파이프라인이 완공되면서) 포스트 소련이 주요 석유 기반 경제로 전환되었다. 석유 생산으로의 전환은 프로젝트가 온라인화됨에 따라 괄목할 만한 성장률로 이어졌다. 2005년에는 26.4%(2005년에는 적도 기니에 이어 세계에서 두 번째로 높은 GDP 성장률)와 2006년에는 34.6%(세계 최고)에 도달했다가 2008년과 2009년에는 각각 10.8%와 9.3%로 하락했다. 2011년 실질 GDP 성장률은 3.7%로 예상되었지만 0.1%로 떨어졌다. 아제르바이잔 경제에 큰 기여를 하는 석유 매장량이 있다. 국가 통화인 아제르바이잔 마나트는 2000년에 달러 대비 3.8% 하락하며 안정세를 보였다. 예산 적자는 2000년 GDP의 1.3%에 달했다.
경제 개혁의 진전은 일반적으로 거시경제학 안정화에 뒤쳐져 왔다. 정부는 무역 정책의 실질적인 개방을 포함한 일부 분야에서 규제 개혁을 실시했지만, 상업적 이해와 규제적 이해관계가 혼합된 비효율적인 공공 행정은 이러한 개혁의 영향을 제한한다. 정부는 농지와 중소기업의 민영화를 대부분 완료했다. 2000년 8월, 정부는 2단계 민영화 프로그램을 시작했고, 이 프로그램은 많은 국영기업들이 민영화 될 것이다. 2001년부터 아제르바이잔의 경제활동은 아제르바이잔 경제부에 의해 규제되고 있다.

## 경제사

### 근대 시대
소련 기간 내내 아제르바이잔은 인접한 두 남캅카스 국가인 아르메니아와 조지아보다 산업 발전이 더 낮았지만, 비석유 부문에 대한 투자가 더딘 결과 다양성도 덜했다. 100년이 넘는 산업 발전의 역사를 가진 아제르바이잔은 1990년대 초 소련 붕괴의 혼란에서 오늘날까지 남캅카스에서 선도적인 국가임이 입증되었다.

### 공화국 시대
석유는 아제르바이잔의 지난 5년간 경제성장에 기여한 면화, 천연가스, 농산물로 아제르바이잔 경제의 가장 중요한 산물이다. 주요 국제 석유회사들이 BP가 운영하는 AIOC 컨소시엄에 아제르바이잔 석유에 600억 달러 이상을 투자했다. 아제르바이잔 국제 운영 회사와 함께 이 PSA 중 첫 번째 산유국인 석유 생산은 1997년 11월에 시작되었으며 현재 하루에 약 50만 배럴이다. 나프탈란에서 현지 원유를 목욕하기 위해 석유 스파를 찾는 사람들 과거에 주요 캐비아 생산국이자 수출국인 아제르바이잔의 어업은 카스피해의 철갑상어와 큰철갑상어 재고 감소에 집중되어 있다.
아제르바이잔은 구소련 공화국들의 모든 문제점들을 공유하며, 아제르바이잔의 에너지 자원은 장기적인 전망을 밝게 하고 있다. 아제르바이잔은 경제 개혁에 진전을 보이기 시작했고 오래된 경제적 유대관계와 구조는 서서히 교체되고 있다. 외국인 투자 강화를 포함한 경제 진보의 장애물은 나고르노카라바흐 지역을 둘러싼 아르메니아와의 계속되는 갈등이다.
1992년에 아제르바이잔은 경제 협력 기구의 회원이 되었다. 2002년 아제르바이잔 상선에는 54척의 선박이 있었다. 2001년 3월, 아제르바이잔은 터키와 천연가스 협정을 체결하여 아제르바이잔의 미래 수출시장을 제공했다.

## 경제 분야

### 천연 자원
바쿠와 에르주룸을 잇는 남캅카스 송유관(South Caucasus Pipeline), 에르주룸과 터키 서부를 잇는 아나톨리아 횡단 송유관(Trans-Anatolian gas pipeline), 터키 서부와 유럽을 잇는 아드리아해 횡단 송유관(Trans Adriatic Pipeline)을 포함하는 남부 가스 통로(Southern Gas Corridor) 계획이 있다.

### 제조업

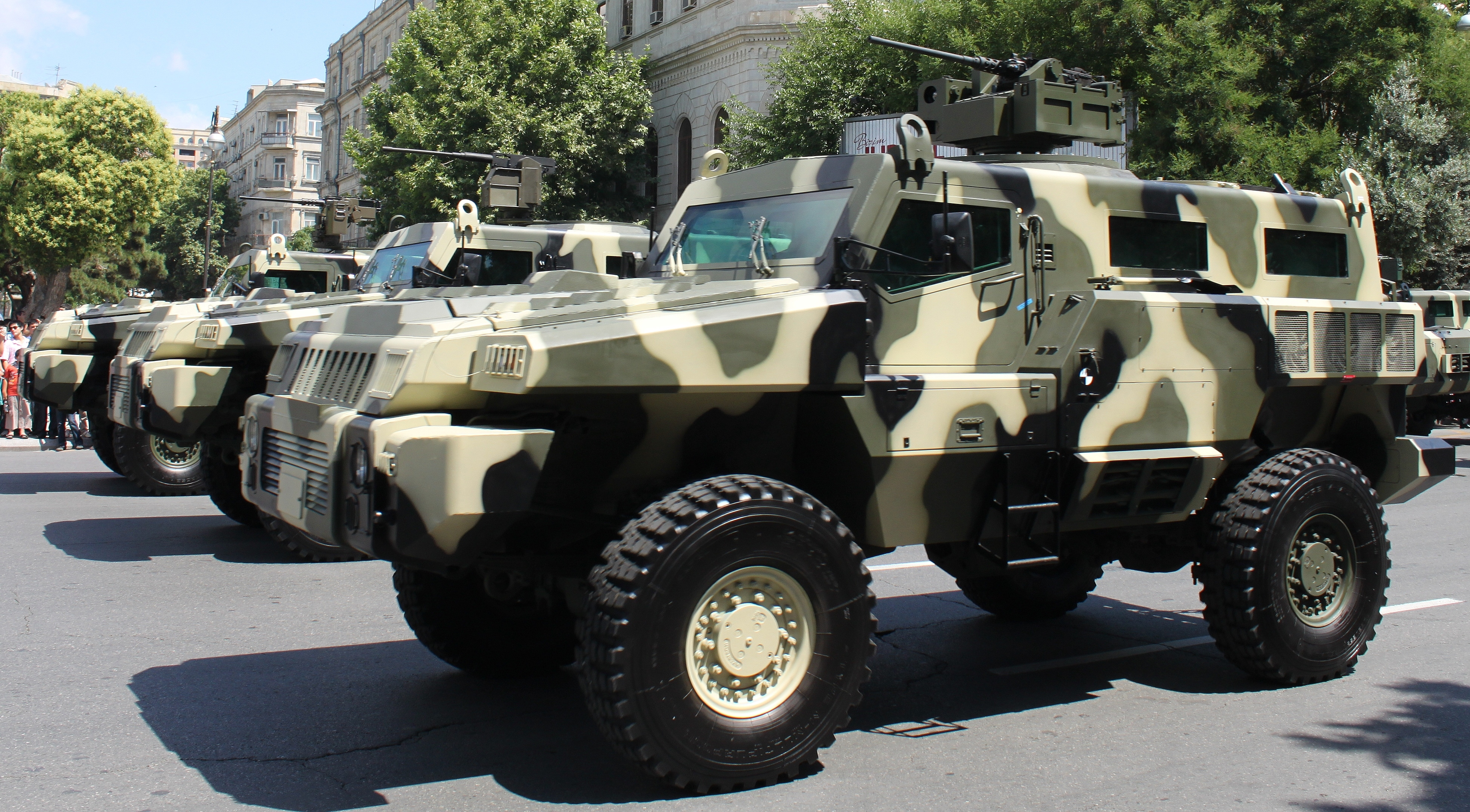
머라우더 (광산 보호 차량)는 아제르바이잔에서 제조되었다.

2007년에는 아제르바이잔 경제의 95% 이상을 광공업과 탄화수소 산업이 차지했다. 제조업으로의 경제 다변화는 여전히 장기 현안으로 남아 있다.
아제르바이잔의 방위산업은 2000년대 후반을 기점으로 방위생산능력이 증대하는 자치단체로 부상했다. 국방부는 우크라이나, 벨라루스, 파키스탄의 국방 분야와 협력하고 있다. 아제르바이잔 방위산업 및 터키 업체와 함께 아제르바이잔은 40mm 리볼버 유탄발사기, 107mm 및 122mm MLRS 시스템, 코브라 4×4 차량, BTR 차량 공동 현대화를 바쿠에서 생산할 예정이다.

## 비즈니스 환경
아제르바이잔은 2014년 10월 현재 독립국가연합(CIS) 국가 중 1인당 외국인 투자가 가장 높은 나라이다. 예를 들어 독일은 아제르바이잔 경제에 약 7억 6천만 달러를 투자했으며 아제르바이잔 내에는 약 177개의 독일 회사가 운영되고 있다. 독립한 이후 기업들은 아제르바이잔에 1,740억 달러를 투자했다. 외국인 투자가 그 금액의 약 절반을 차지한다.

## 같이 보기
- 바쿠